# Darina Mazdyuk
Darina Mazdyuk (Séversk, Óblast de Tomsk; 24 de enero de 1992) es una artista marcial mixta rusa que compite en la división de peso mosca para Bellator MMA.

## Primeros años
Nació en enero de 1992 en la entonces ciudad conocida como Tomsk-7 (actual Séversk). Empezó a interesarse por las artes marciales de niña, cuando veía con su padre películas de acción sobre artes marciales, con actores como Jean Claude Van Damme. En 2007, a los 15 años, la futura "Reina Roja" entró por primera vez en la sección rusa de artes marciales. Esto ocurrió por casualidad, cuando ella y una amiga volvían andando del colegio.

## Carrera de artes marciales mixtas

### Inicios
Después, pasó 8 años practicando kárate kyokushin. Al principio se entrenó bajo la dirección de Sergei Shageev. Éste reconoció su talento y su carácter, y le ofreció participar en sus primeras competiciones. Tras mudarse a Moscú, Darina Mazduk continuó su formación en la modalidad, pero ya bajo la dirección de Dmitriy Kotvitsky en la escuela Sambo 70. Después de una pausa en su carrera amateur, Darina llegó al entrenamiento de Kostya Tszyu en el club de lucha Shatun de Maxim Novoselov. Y ya el 29 de enero de 2019, Darina entró en su primera pelea profesional en el torneo Top Fight Cup, representando al equipo de Maxim Novoselov, donde derrotó a Nadezhda Zinovieva.
El 21 de diciembre de 2019, Darina Mazdyuk consiguió una victoria por nocaut técnico temprano sobre Madina Magomedova, de Daguestán, en el torneo profesional Old Guard Divizion V.
Pero el verdadero ascenso de Darina Mazdyuk y su aparición como "Reina Roja" se produjo en 2020 en el programa Fight for Hype 8 de Amiran Sardarov. En primer lugar, el 28 de enero, logró una victoria por nocaut temprano sobre Anastasia Sukhanova. en la ronda eliminatoria a los 1:11 minutos del primer asalto. El 4 de marzo, Darina participó en un combate completo de Fight for Hype 9 contra Marina "Broni" Kigeleva en 135 kg. Darina ganó por decisión unánime de los jueces tras 3 asaltos.
A finales de noviembre de 2020, tuvo lugar un combate intergénero histórico en el que Darina ganó en el primer asalto a un hombre de 240 libras, que era el bloguero ruso Grigory "Full TV" Chistyakov. El combate tuvo lugar en el marco de la promoción pop-MMA Nashe Delo. Darina pesaba 180 kg menos que su oponente.

### Bellator MMA
El 16 de diciembre de 2020, Darina Mazdyuk firmó oficialmente un contrato con la organización deportiva estadounidense Bellator MMA.
El debut de Mazdyuk en su nueva promoción fue programada para el torneo Bellator 269, en Moscú el 23 de octubre de 2021 contra la polaca Katarina Sadura. Fue derrotada por puñetazos en el segundo asalto.

## Récord en artes marciales mixtas
| Resultado | Récord | Oponente             | Método             | Evento                 | Fecha                   | Ronda | Tiempo | Localización    |
| --------- | ------ | -------------------- | ------------------ | ---------------------- | ----------------------- | ----- | ------ | --------------- |
| Derrota   | 4–2    | Marina Kikelyova     | TKO (puñetazos)    | Bellator 269           | 23 de octubre de 2021   | 2     | 3:17   | Moscú           |
| Victoria  | 4–1    | Marina Kikelyova     | Decisión (unánime) | Fight for Hype 9       | 4 de marzo de 2020      | 3     | 3:00   | Moscú           |
| Victoria  | 3–1    | Anastasiya Sukhanova | KO (puñetazos)     | Fight for Hype 8       | 28 de enero de 2020     | 1     | 1:11   | Moscú           |
| Victoria  | 2–1    | Madina Magomedova    | TKO                | Old Guard — Divizion 5 | 21 de diciembre de 2019 | 4     | 3:24   | Pávlovski Posad |
| Derrota   | 1–1    | Dariya Zheleznyakova | Decisión (unánime) | Time of New Heroes 3   | 1 de diciembre de 2019  | 2     | 5:00   | San Petersburgo |
| Victoria  | 1–0    | Nadezhda Zinovyeva   | Decisión (unánime) | Top Fight — Grand Prix | 2 de febrero de 2019    | 2     | 5:00   | Moscú           |